# Selección de fútbol sub-17 de Yugoslavia
La Selección de fútbol sub-17 de Yugoslavia fue la selección que representó al desaparecido país en la Eurocopa Sub-16 y era controlada por la Asociación de Fútbol de Yugoslavia.

## Historia
Su primer partido internacional fue ante Bulgaria en Zaječar el 28 de octubre de 1980 por la Eliminatoria a la Eurocopa Sub-16 1982, torneo en el que al final quedaron en tercer lugar luego de perder en las semifinales ante Alemania Federal 1-2 en Senigallia, Italia.
Nunca clasificó al Mundial Sub-17, aunque sí clasificó a 9 ediciones de la Eurocopa Sub-16, donde su mejor participación fue en el Campeonato Europeo Sub-16 de la UEFA 1990, donde perdieron en la final ante Checoslovaquia en tiempo extra.
Su último partido oficial fue ante Dinamarca el 11 de mayo de 1992 en Nicosia por el Campeonato Europeo Sub-16 de la UEFA 1992, con victoria de 2-1; ya que posteriormente Yugoslavia dejó de existir.

## Participaciones

### Mundial Sub-17
| Año          | Fase                                  | Posición                              | PJ                                    | PG                                    | PE                                    | PP                                    | GF                                    | GC                                    |
| ------------ | ------------------------------------- | ------------------------------------- | ------------------------------------- | ------------------------------------- | ------------------------------------- | ------------------------------------- | ------------------------------------- | ------------------------------------- |
| China 1985   | No se clasificó                       | No se clasificó                       | No se clasificó                       | No se clasificó                       | No se clasificó                       | No se clasificó                       | No se clasificó                       | No se clasificó                       |
| Canadá 1987  | No se clasificó                       | No se clasificó                       | No se clasificó                       | No se clasificó                       | No se clasificó                       | No se clasificó                       | No se clasificó                       | No se clasificó                       |
| Escocia 1989 | No se clasificó                       | No se clasificó                       | No se clasificó                       | No se clasificó                       | No se clasificó                       | No se clasificó                       | No se clasificó                       | No se clasificó                       |
| Italia 1991  | No se clasificó                       | No se clasificó                       | No se clasificó                       | No se clasificó                       | No se clasificó                       | No se clasificó                       | No se clasificó                       | No se clasificó                       |
| Japón 1993   | No se clasificó                       | No se clasificó                       | No se clasificó                       | No se clasificó                       | No se clasificó                       | No se clasificó                       | No se clasificó                       | No se clasificó                       |
| Ecuador 1995 | Véase República Federal de Yugoslavia | Véase República Federal de Yugoslavia | Véase República Federal de Yugoslavia | Véase República Federal de Yugoslavia | Véase República Federal de Yugoslavia | Véase República Federal de Yugoslavia | Véase República Federal de Yugoslavia | Véase República Federal de Yugoslavia |
| Total        | 0/6                                   | 0º                                    | 0                                     | 0                                     | 0                                     | 0                                     | 0                                     | 0                                     |

### Eurocopa Sub-16
| Año        | Ronda            | J                | G                | E                | P                | GF               | GC               |
| ---------- | ---------------- | ---------------- | ---------------- | ---------------- | ---------------- | ---------------- | ---------------- |
| 1982       | 3º Lugar         | 2                | 0                | 1                | 1                | 1                | 2                |
| 1984       | 4º Lugar         | 2                | 0                | 0                | 2                | 1                | 6                |
| 1985       | Fase de grupos   | 3                | 1                | 1                | 1                | 2                | 3                |
| 1986       | No clasificó     | No clasificó     | No clasificó     | No clasificó     | No clasificó     | No clasificó     | No clasificó     |
| 1987       | Fase de grupos   | 3                | 0                | 1                | 2                | 1                | 7                |
| 1988       | Fase de grupos   | 3                | 0                | 2                | 2                | 1                | 3                |
| 1989       | Fase de grupos   | 3                | 2                | 1                | 0                | 4                | 0                |
| 1990       | Finalista        | 5                | 4                | 1                | 0                | 9                | 4                |
| 1991       | Fase de grupos   | 3                | 1                | 0                | 2                | 5                | 7                |
| 1992       | Fase de grupos   | 3                | 2                | 0                | 1                | 4                | 5                |
| desde 1993 | Véase Yugoslavia | Véase Yugoslavia | Véase Yugoslavia | Véase Yugoslavia | Véase Yugoslavia | Véase Yugoslavia | Véase Yugoslavia |
| Total      | 9/10             | 28               | 10               | 7                | 11               | 28               | 37               |